# Поліцейська робить кар'єру
«Поліцейська робить кар'єру» (італ. La poliziotta fa carriera) — італійська еротична комедія режисера Мікеле Массімо Тарантіні. Прем'єра відбулась 12 лютого 1976 року. Зйомки фільму проходили у Римі.
У порівнянні з першим фільмом, у цьому головну роль виконала Едвіж Фенек, і якщо перший фільм відноситься до жанру італійської комедії, то ця робота вже входить до когортки фільмів піджанру італійської еротичної комедії.

## Сюжет
Молода дівчина Джанна Амікуччі мріє стати детективом та розслідувати гучні справи. Тому вона вирішує вступити до поліції, але навчання на охоронця закону проходить не досить гладко. Через це Джанна вирішує попросити допомоги у знайомого голови поліції, завдяки дзвінку якого її беруть у поліцейські. Однак служба теж проходить складно, дівчина часто бачить у простих людях злочинців. І кожного разу їй допомагає голова поліції.

## Актори
| Актор                | Роль                   |
| -------------------- | ---------------------- |
| Едвіж Фенек          | Джанна Амікуччі        |
| Маріо Каротенуто     | комісар Антінорі       |
| Джузеппе Памб'єрі    | Альберто Моретті       |
| Франческо Муле       | батько Джанни          |
| Мікеле Гамміно       | Чіче                   |
| Гастоне Пескуччі     | Тоніно                 |
| Альваро Віталі       | Таралло                |
| Ріккардо Гарроне     | Федеріко Інноченті     |
| Джанфранко д'Анджело | Онореволе Маннелло     |
| Джиджі Балліста      | голова поліції Моретті |
| Джиммі іл Феномено   | рок-співак             |

## Знімальна група
Режисер — Мікеле Массімо Тарантіні.
Продюсер — Лучано Мартіно, Джанні Сараго.
Сценаристи — Франческо Міліція, Маріно Онораті, Мікеле Массімо Тарантіні.
Оператор — Джанкарло Феррандо.
Художники — Джакомо Кало Кардуччі, Сільвіо Лауренсі.
Монтаж — Данієле Алабізо.